# Ectinorus curvatus
Ectinorus curvatus är en loppart som beskrevs av Beaucournu et Gallardo 1990. Ectinorus curvatus ingår i släktet Ectinorus och familjen Rhopalopsyllidae. Inga underarter finns listade i Catalogue of Life.